# Rally RACE de España 1977
Rally RACE de España 1977 (25. RACE Rallye de España) – rajd samochodowy rozgrywany w Hiszpanii od 21 do 23 października 1977 roku. Była to siedemnasta runda Rajdowych Mistrzostw Świata w roku 1977 (zaliczana tylko do tzw. Pucharu FIA Kierowców, nie producentów) oraz trzydziesta siódma runda Rajdowych Mistrzostw Europy w roku 1977 i siedemnasta runda rajdowych mistrzostw Hiszpanii. Rajd został rozegrany na nawierzchni asfaltowej i szutrowej. Bazą były hiszpańskie miasta Jarama i Madryt.

## Klasyfikacja generalna[2]
| Miejsce | Kierowca               | Pilot              | Samochód                | Czas    | Strata   | Grupa | Pkt WRC | Pkt ERC |
| ------- | ---------------------- | ------------------ | ----------------------- | ------- | -------- | ----- | ------- | ------- |
| 1.      | Michèle Mouton         | Françoise Conconi  | Porsche 911 Carrera RS  | 5:39:32 | 0.0      | 3     | 9       | 80      |
| 2.      | Salvador Cañellas Gual | Jordi Sabater      | Seat 124D Especial 1800 | 5:45:08 | +5:36    | 4     | 6       | 60      |
| 3.      | Jean-Louis Dumont      | Josy Materne       | Opel Kadett GT/E        | 5:57:20 | +17:48   | 1     | 4       | 48      |
| 4.      | Salvador Servià        | Alex Brustenga     | Seat 1430 1800          | 5:58:00 | +18:28   | 4     | 3       | 40      |
| 5.      | Giovanni Salvi         | Matriculas Zé      | Ford Escort RS 2000     | 6:01:59 | +22:27   | 1     | 2       | 32      |
| 6.      | César Perejoan         | Fernando Pardo     | Ford Escort RS 1600     | 6:04:24 | +24:52   | 4     | 1       | 24      |
| 7.      | Carlos Torres          | Pedro de Almeida   | Mazda RX-3              | 6:21:05 | +41:33   | 1     |         | 16      |
| 8.      | Ricardo Muñoz Llorca   | José Zorrita       | Citroën GS              | 6:24:53 | +45:21   | 1     |         | 12      |
| 9.      | Mariano Lacasa         | Fernando Blanchard | Opel Kadett GT/E        | 6:26:58 | +47:26   | 2     |         | 8       |
| 10.     | Arturo de Onís         | Pablo Ivars        | Simca 1200 TI           | 6:40:00 | +1:00:28 | 1     |         | 4       |

## Punktacja

### Klasyfikacja  FIA Cup for Rally Drivers (WRC)
| Lp | Producent           | Pkt. |
| -- | ------------------- | ---- |
| 1  | Sandro Munari       | 31   |
| 2  | Björn Waldegård     | 30   |
| 3  | Bernard Darniche    | 18   |
| 3  | Jean-Claude Andruet | 18   |
| 5  | Ari Vatanen         | 15   |
| 5  | Timo Salonen        | 15   |
| 5  | Simo Lampinen       | 15   |
| 5  | Rauno Aaltonen      | 15   |
| 5  | Michèle Mouton      | 15   |

- Uwaga: Tabela obejmuje tylko pięć pierwszych miejsc.